# MP & Silva

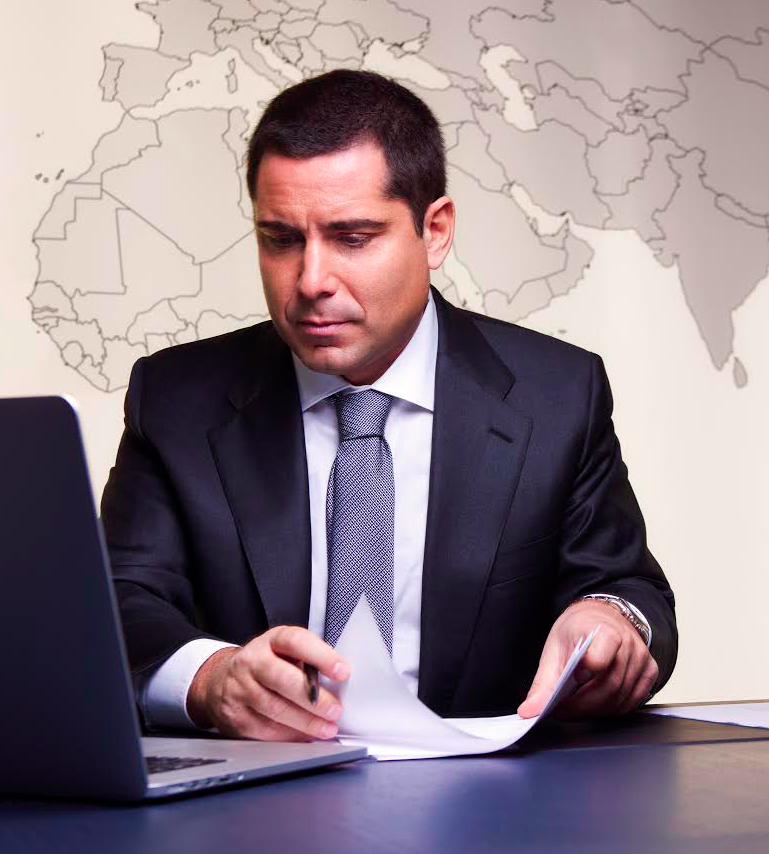
Riccardo Silva, propietario de la empresa.

MP & Silva (abreviatura para Media Partners & Silva Limited) es una compañía de derechos de los medios de comunicación que posee, dirige y distribuye derechos de medios de comunicación de los deportes. La derechos en que trabaja la compañía incluyen primariamente contenidos de deportes internacionales de principalmente fútbol, tenis y derechos de televisión de automovilismo.

## Descripción
MP & Silva es una compañía de derechos de medios de comunicación internacional  con base en Londres, con 18 oficinas alrededor del globo. La compañía dirige derechos de televisión de los deportes para una gama de acontecimientos deportivos internacionales y distribuye alrededor 10,000 horas de programas a alrededor de 500 radioemisoras en todo el mundo. El trabajo de la compañía incluye derechos de la Copa Mundial de la FIFA, las ligas superiores de Europa en fútbol, Grand Slam, carreras de autos, balonmano, béisbol, voleibol, boxeo y los Juegos asiáticos.